# Reinhart Berger
Reinhart Berger (* 13. November 1910 in Rheinsberg; † 26. Dezember 1994) war ein deutscher Verwaltungsjurist. Von 1952 bis 1975 war er Oberkreisdirektor des Landkreises Uelzen.

## Leben
Er wurde 1910 in Rheinsberg geboren. 1919 zogen seine Eltern mit ihm nach Stettin, wo sein Vater Alfred Berger zunächst als Direktor des Stettiner Hafens arbeitete, später als Syndikus der Industrie- und Handelskammer. Reinhart Berger besuchte in Stettin das König-Wilhelms-Gymnasium, wo er 1929 sein Abitur machte. Anschließend studierte er Rechtswissenschaften an der Ruprecht-Karls-Universität Heidelberg, der Ludwig-Maximilians-Universität München, der Universität Wien und der Friedrich-Wilhelms-Universität zu Berlin. Während seines Studiums wurde er 1929 Mitglied der Burschenschaft Allemannia Heidelberg. Es folgten Stationen als Rechtsreferendar in Stettin, Bahn und Nipperwiese.
1936 wurde er mit einer Arbeit über Rechtsgeschichte der schwedischen Herrschaft in Vorpommern zum Dr. jur. promoviert. Den Plan einer Universitätslaufbahn als Rechtshistoriker konnte er wegen seiner teilweise jüdischen Abstammung zeitbedingt nicht realisieren. Er arbeitete als Rechtsanwalt in Berlin und wurde 1940 Soldat im Zweiten Weltkrieg. 1946 wurde er aus der Kriegsgefangenschaft entlassen.
Er ließ sich 1946 in Uelzen nieder, wo er in der Kreisverwaltung arbeitete. 1952 wurde er hauptamtlicher Oberkreisdirektor des Landkreises Uelzen und bis zu seiner Pensionierung 1975 mehrfach wiedergewählt.
Von 1976 bis 1986 wirkte er als Vorsitzender der Gesellschaft für pommersche Geschichte, Altertumskunde und Kunst. 1986 wurde er ihr Ehrenmitglied.

## Auszeichnungen
- 1973: Verdienstkreuz 1. Klasse des Verdienstordens der Bundesrepublik Deutschland[1]

## Schriften
- Rechtsgeschichte der schwedischen Herrschaft in Vorpommern. Triltsch, Würzburg 1936. (Dissertation)
- Der Landkreis Uelzen. Geschichte, Landschaft, Wirtschaft. 1. Auflage: Stalling, Oldenburg 1965. 2. Auflage. Stalling, Oldenburg 1973. (Gesamtredaktion)